# Пјан Гранде (Перуђа)
Пјан Гранде је насеље у Италији у округу Перуђа, региону Умбрија.
Према процени из 2011. у насељу је живело 65 становника. Насеље се налази на надморској висини од 439 м.